# I Don’t Wanna Take This Pain
Az I Don't Wanna Take This Pain az ausztrál Dannii Minogue 1990. december 3-án megjelent kislemeze, debütáló "Love and Kisses" című stúdióalbumáról. A dal 3. kislemezként jelent meg Ausztráliában, ahol 1990 decemberében a 92. helyet érte el az ARIA kislemezlistáján. A dal újra felvett, és újrakevert változata (L.A.Mix) az Egyesült Királyságban az 5. és egyben utolsó kislemezként jelent meg 1991 decemberében, és többnyire pozitív kritikákat kapott a zenekritikusoktól. A dal a 40. helyezést érte el a brit kislemezlistán.

## Kritikák
A "Love and Kisses" albumról írt kritikájában a Billboard az írta, hogy az olyan dalok, mint az "I Don't Wanna Take This Pain" című, tele van csicsergő hangokkal, ragályos ütemekkel, és dallamokkal, amelyek a rádiókban hihetetlenül dögösen szólnak". Rozalla Miller a Smash Hits-től azt mondta, hogy Dannii hangja kifejezetten jobban szól ezen a lemezen, mint a többin. Nagyon jó dal, de nem olyan fülbemászó, mint a Baby Love.

## Számlista és formátumok
Ausztrál kazetta single

(C10129; Megjelent 1990 november)
1. "I Don't Wanna Take This Pain" (7-inch version)
2. "Love Traffic"

Ausztrál 7-inch kislemez

(K10129; Megjelent 1990 november)
1. "I Don't Wanna Take This Pain" (7-inch version) – 3:23
2. "Love Traffic"

Ausztrál 12-inch bakelit

(X14933; Megjelent 1990 november)
1. "I Don't Wanna Take This Pain" (extended mix)
2. "I Don't Wanna Take This Pain" (instrumental)
3. "Love Traffic" (album mix)

UK CD single

(MCSTD1600; Megjelent 1991. december 2.)
1. "I Don't Wanna Take This Pain" (L.A. Mix 7-inch version) – 3:23
2. "I Don't Wanna Take This Pain" (12-inch version) – 6:04
3. "Jump to the Beat" (12-inch version) – 6:42
4. "Baby Love" (E Smooves 12-inch mix) – 6:38

## Slágerlista
| Slágerlista (1990–1991)               | Legjobb helyezése |
| ------------------------------------- | ----------------- |
| Australia (ARIA)                      | 92                |
| Egyesült Királyság (UK Singles Chart) | 40                |

## Megjelenések
| Ország             | Dátum             | Formátum(ok)                           | Label(s) | Ref.  |
| ------------------ | ----------------- | -------------------------------------- | -------- | ----- |
| Ausztrália         | 1990. december 3. | 7-inch vinyl 12-inch vinyl cassette    | Mushroom | [ 4 ] |
| Egyesült Királyság | 1991. december 2. | 7-inch vinyl 12-inch vinyl CD cassette | MCA      | [ 5 ] |